# Trechnites concinnus
Trechnites concinnus is een vliesvleugelig insect uit de familie Encyrtidae. De wetenschappelijke naam is voor het eerst geldig gepubliceerd in 1995 door Kazmi & Hayat.